# Йосипівка (Самарівський район)
Йо́сипівка — село в Україні, у Личківській сільській громаді Самарівського району Дніпропетровської області. Населення за переписом 2001 року становить 297 осіб.

## Географія
Село Йосипівка знаходиться на лівому березі річки Оріль над озером Лиман, нижче за течією примикає село Бузівка, на протилежному березі — село Залінійне (Берестинський район). Поруч із селом проходить канал Дніпро — Донбас. Річка в цьому місці звивиста, утворює лимани, стариці і заболочені озера. Поруч проходять автомобільна дорога Т 0412 і залізниця, станція Платформа 112 км.

## Археологія
Під селом були поселення й ґрунтовий могильник дніпро-донецької культури маріупільського типу, що досліджувалися Бєляєвим у 1974, 1977 й 1981 роках.

## Історія
Згадується краєзнавцем Феодосієм Макаревським під 1779 р.:
```
"...при Бузовкѣ состоитъ еще владѣльческая слобода Осиповка, въ коей муж. и жен. 194 душ..."
```

Ймовірно, була заснована і названа на свою честь поручиком Петром Осиповим (Йосиповим) після 1775 р., коли запорозьки землі після знищення Січі масово роздавалися російським дворянам.
1989 року за переписом тут проживало приблизно 620 осіб.

## Населення

### Мова
Розподіл населення за рідною мовою за даними перепису 2001 року:
| Мова            | Кількість | Відсоток |
| --------------- | --------- | -------- |
| українська      | 274       | 92.26%   |
| російська       | 13        | 4.37%    |
| інші/не вказали | 10        | 3.37%    |
| Усього          | 297       | 100%     |

## Відомі люди
- Коваленко Валентина Іванівна (нар. 1 травня 1946) — українська співачка (сопрано), народна артистка України (1999). На честь знаної співачки земляки відкрили музей.